# Agromyzidae
Famille
Les Agromyzidae (Agromyzidés en français), sont une famille de mouches petites ou très petites de 1 à 6,5 mm de longueur (en moyenne 2,5 à 3,5 mm).
Leurs larves sont des mineuses de feuilles, de tiges (dont la moelle), de l'écorce, des fruits ou des brindilles de certaines plantes, pouvant engendrer des dégâts à diverses cultures ou aux plantes ornementales. Cette caractéristique vaut à cette famille le nom de mouches mineuses.
Leur coloration est assez uniforme selon les genres : soit noire, soit en partie jaune. On en connaît environ 2 600 espèces dans le monde réparties en 27 genres, 820 en Europe et il en existe probablement 500 en France.
Les adultes sont assez difficiles à séparer d'autres familles et peuvent être reconnues par un ensemble de caractères difficilement appréciables. Par contre, le complexe génital des mâles est caractéristique de la famille. Les adultes sont morphologiquement très proches et seul l'examen de l'organe génital du mâle permet une identification spécifique certaine.
La connaissance de la plante hôte ainsi que la forme des mines est importante et permet dans de nombreux cas de savoir à quelle espèce on a affaire.

## Caractères distinctifs
- Adultes :
  - Arista nue ou au plus avec des cils courts, elle n'est jamais plumeuse
  - Soies postocellaires divergentes
  - Vibrisse présente
  - Nervure costale avec une seule fracture
  - Aile jamais tachée.
- Larves :
  - Endophytes, dans les feuilles (65 % des espèces), les tiges, les têtes florales, les racines, les graines ou le cambium de végétaux très variés.
  - Stigmates antérieurs situés en position dorsale et non pas en position latérale.

## Espèces nuisibles aux cultures maraîchères en France
- Agromyza apfrlbecki Strobl 	Mouche mineuse de l'Artichaut
- Agromyza lathyri Hendel 	Mouche noire mineuse des Légumineuses
- Amauromyza chamaebalani (Hering) 	Petite mouche mineuse des Légumineuses
- Amauromyza flavifrons (Meigen) 	Mouche mineuse en plaque des Chenopodiaceae
- Calycomyza humeralis (von Roser)	Mouche mineuse en plaque des Composées
- Chromatomyia horticola (Goureau)	Mouche mineuse horticole
- Chromatomyla syngenesiae Hardy 	Mouche mineuse polyphage
- Liriomyza brassicae (Riley)	Mouche mineuse des Crucifères
- Liriomyza bryoniae (Kaltenbach) 	Mouche mineuse de la Bryone
- Liriomyza cepae (Hering) 	Mouche mineuse des Liliaceae
- Liriomyza chinensis(Kato)	Mouche mineuse chinoise
- Liriomyza congesta (Beeker)	Mouche mineuse des Légumineuses
- Liriomyza huidobrensis Spencer 	Mouche mineuse sud-américaine
- Liriomyza nietzkei Spencer 	Mouche mineuse des Liliaceae
- Liriomyza trifolii (Burgess) 	Mouche mineuse serpentine américaine
- Napomyza carotae Spencer 	Mouche mineuse de la Carotte
- Napomyza cichoili Spencer 	Mouche mineuse de l'Endive
- Napomyza gymnostoma (Loew) 	Mouche mineuse des feuilles d'Allium - syn. Phytomyza gymnostoma Loew
- Ophiomyia asparagi Spencer 	Mouche mineuse de l'Asperge
- Ophiomyia pinguis (Fallén) 	Mouche grise de l'Endive
- Ophiomyia simplex (Loew) 	Mouche mineuse de l'Asperge
- Phytomyza ftrulae Hering 	Mouche mineuse des feuilles de Carotte
- Phytomyza penicilla Hendel 	Mouche mineuse de la Laitue
- Phytomyza rufipes Meigen 	Mouche mineuse des Brassicaceae
- Ptochomyza asparagi Hering 	Petite mouche mineuse de l'Asperge

Les deux espèces Liriomyza brassicae et Liriomyza cepae ne sont pas recensées de France mais elles sont signalées de pays limitrophes.
Les Agromyzidae sont tous phytophages au stade larvaire, comme les Tephritidae.
Les larves espèces appartenant aux genres Liriomyza ou Chromatomyia sont extrêmement polyphages.
Ces insectes sont très importants sur le plan agronomique par les dégâts directs qu'ils occasionnent, particulièrement sur des jeunes plantes, la feuille pouvant, par exemple, être complètement minée. Par leurs piqûres nutritionnelles les femelles de certaines espèces sont capables d'inoculer des champignons pathogènes, ou de transmettre des virus.
Environ 10 % des espèces d'Agromyzidae peuvent être considérés comme des ravageurs. Les genres les plus importants sont Agromyza, Melanagromyza, Ophiomyia, Liriomyza, Napomyza, Chromatomyia et Phytomyza.
En France, 25 espèces peuvent être retenues comme des ravageurs sérieux ou potentiels de nos cultures maraîchères, selon les espèces leur importance agronomique et très variable.

## Liste des genres
- Sous famille Agromyzinae
  - Agromyza Fallen
  - Epidermomyia
  - Hexomyza Enderlein
  - Japanagromyza Sasakawa
  - Kleinschmidtimyia Spencer
  - Melanagromyza Hendel
  - Ophiomyia Brazhnikov
  - Penetagromyza
  - Tropicomyia Spencer
- Sous famille Phytomyzinae
  - Amauromyza Hendel
  - Aulagromyza
  - Calycomyza Hendel
  - Cerodontha Rondani
  - Chromatomyia Hardy
  - Galiomyza
  - Gymnophytomyza
  - Haplomyza
  - Haplopeodes
  - Liriomyza Mik
  - Metopomyza
  - Napomyza
  - Nemorimyza
  - Paraphytomyza Enderlein
  - Phytobia Lioy
  - Phytoliriomyza Hendel
  - Phytomyza Fallen
  - Pseudoliriomyza
  - Pseudonapomyza Hendel
  - Ptochomyza
  - Selachops
  - Xeniomyza